# Persone di nome Quinto/Politici
| Questa pagina contiene informazioni ricavate automaticamente dalle voci biografiche con l'ausilio del template Bio e di un bot. L'aggiornamento è periodico e automatico e ricostruisce completamente la pagina. Se manca una persona in questa lista, sei pregato di non aggiungerla, ma accertati piuttosto che la sua voce biografica contenga il template Bio e che i dati anagrafici siano correttamente compilati. Se il template Bio manca, inseriscilo tu stesso o, in alternativa, metti l'avviso {{tmp\|Bio}} che ne segnala la mancanza. Se i dati riportati sono sbagliati, correggi direttamente la voce biografica; le modifiche saranno visibili in questa lista entro pochi giorni. Per chiarimenti vedi il progetto antroponimi. La lista contiene solo le 116 persone che sono citate nell'enciclopedia e per le quali è stato implementato correttamente il template Bio. Pagina aggiornata al 22 lug 2025. |

Questa è una lista di persone presenti nell'enciclopedia che hanno il nome Quinto e sono politici.

## A(8)
- Quinto Anicio Fausto, politico romano
- Quinto Anicio Prenestino, politico romano
- Quinto Antistio Advento Postumio Aquilino, politico, senatore e militare romano (Thibilis)
- Quinto Antonio Merenda, politico romano (Roma)
- Quinto Appuleio Pansa, politico romano
- Quinto Arrio, politico e generale romano († 71 a.C.)
- Quinto Aulio Cerretano, politico romano (Saticola, † 315 a.C.)
- Africano Fabio Massimo, politico e militare romano

## B(2)
- Quinto Cecilio Metello Balearico, politico romano (n. 170 a.C.)
- Quinto Bucci, politico italiano (Mercato Saraceno, n. 1912 - Cesena, † 1970)

## C(13)
- Quinto Calpurnio Pisone, politico e militare romano
- Quinto Cassio Longino, politico romano († 164 a.C.)
- Quinto Cassio Longino, politico romano
- Quinto Cecilio Metello Celere, politico romano (n. 103 a.C. - Gallia Cisalpina, † 59 a.C.)
- Quinto Cecilio Metello Nepote minore, politico e militare romano († 55 a.C.)
- Quinto Cecilio Metello Nepote, politico romano († 55 a.C.)
- Quinto Cecilio Metello, politico romano († 175 a.C.)
- Quinto Cedicio Nottua, politico e militare romano
- Quinto Cedicio, politico romano († 256 a.C.)
- Quinto Tullio Cicerone, politico romano (n. 102 a.C. - † 43 a.C.)
- Quinto Clelio Siculo, politico romano
- Quinto Clodio Ermogeniano Olibrio, politico romano
- Quinto Cecilio Metello Macedonico, politico e generale romano (n. 188 a.C. - † 116 a.C.)

## E(5)
- Quinto Edio Lolliano Plauzio Avito, politico e militare romano
- Quinto Elio Peto, politico romano
- Quinto Emilio Barbula, politico e militare romano
- Quinto Emilio Papo, politico e militare romano
- Quinto Emilio Saturnino, politico romano († 200)

## F(14)
- Quinto Fabio Ambusto, politico e militare romano (Roma - † 389 a.C.)
- Quinto Fabio Ambusto, politico romano
- Quinto Fabio Labeone, politico e generale romano
- Quinto Fabio Massimo Eburno, politico romano
- Quinto Fabio Massimo Gurgite, politico romano
- Quinto Fabio Massimo, politico romano († 206 a.C.)
- Quinto Fabio Vibulano Ambusto, politico romano (Roma)
- Quinto Fabio Vibulano, politico romano
- Quinto Fabio Vibulano, politico e militare romano (Veio, † 480 a.C.)
- Quinto Valerio Faltone, politico e generale romano
- Quinto Fufio Caleno, politico e militare romano (Alpi, † 40 a.C.)
- Quinto Fulvio Flacco, politico romano
- Quinto Fulvio Flacco, politico e militare romano († 173 a.C.)
- Quinto Furio Pacilio Fuso, politico romano (Roma - Roma, † 431 a.C.)

## G(2)
- Quinto Ogulnio Gallo, politico romano
- Quinto Giunio Bleso, politico e militare romano († 31)

## L(3)
- Quinto Lucrezio Vespillone, politico e militare romano
- Quinto Lutazio Catulo, politico romano (n. 123 a.C. - † 61 a.C.)
- Lolliano Mavorzio, politico e militare romano (n. 330 - † 356)

## M(17)
- Quinto Mamilio Vitulo, politico e generale romano
- Quinto Manlio Vulsone Capitolino, politico e militare romano
- Quinto Marcio Filippo, politico romano
- Quinto Marcio Re, politico romano
- Quinto Marcio Re, politico e militare romano
- Quinto Marcio Tremulo, politico e generale romano
- Quinto Fabio Massimo Emiliano, politico romano
- Quinto Fabio Massimo Gurgite, politico e militare romano (Volsinii, † 265 a.C.)
- Quinto Fabio Massimo Serviliano, politico romano
- Quinto Cecilio Metello Cretico, politico romano († 55 a.C.)
- Quinto Cecilio Metello Numidico, politico romano († 91 a.C.)
- Quinto Cecilio Metello Pio, politico e militare romano (Roma)
- Quinto Minucio Esquilino Augurino, politico e militare romano
- Quinto Minucio Termo, politico e generale romano († 188 a.C.)
- Quinto Mucio Scevola, politico romano (Roma, † 209 a.C.)
- Quinto Mucio Scevola, politico romano
- Quinto Mucio Scevola, politico romano (n. 159 a.C. - † 88 a.C.)

## N(1)
- Quinto Fulvio Nobiliore, politico romano

## O(3)
- Quinto Opimio, politico e militare romano
- Quinto Ortensio Ortalo, politico romano († 42 a.C.)
- Quinto Ortensio, politico romano

## P(9)
- Quinto Pedio Publicola, politico romano
- Quinto Petelio Libone Visolo, politico romano
- Quinto Petilio Spurino, politico romano († 176 a.C.)
- Quinto Pompeo Rufo, politico romano (Roma - † 87 a.C.)
- Quinto Pompeo Rufo, politico romano
- Quinto Pompeo, politico romano
- Quinto Pomponio Musa, politico romano
- Quinto Aradio Rufino Valerio Proculo, politico romano
- Quinto Publilio Filone, politico e generale romano

## Q(20)
- Quinto Marcio Barea Sura, politico romano
- Quinto Fabio Pittore, politico e storico romano († 190 a.C.)
- Quinto Marcio Barea Sorano, politico e militare romano († 66)
- Quinto Marcio Barea Sorano, politico romano
- Quinto Fabio Massimo Allobrogico, politico e generale romano
- Quinto Quintieri, politico italiano (Sorrento, n. 1894 - Ginevra, † 1968)
- Quinto Fabio Massimo Verrucoso, politico e militare romano († 203 a.C.)
- Quinto Cecilio, politico romano
- Quinto Cecilio Metello Cretico Silano, politico romano
- Quinto Aterio, politico e oratore romano († 26)
- Quinto Servilio Cepione, politico e generale romano (Roma - Smirne)
- Quinto Petronio Didio Severo, politico romano (Milano)
- Quinto Pompeo Falcone, politico e militare romano (Sicilia)
- Quinto Aterio Antonino, politico romano
- Quinto Giunio Bleso, politico e militare romano († 36)
- Quinto Emilio Lepido, politico romano
- Quinto Quinzio Cincinnato, politico romano (Roma)
- Quinto Quinzio Cincinnato, politico romano
- Quinto Minucio Rufo, politico e generale romano
- Quinto Aurelio Memmio Simmaco, politico e senatore romano

## R(1)
- Quinto Rustico, politico romano

## S(16)
- Quinto Volusio Saturnino, politico romano
- Quinto Mucio Scevola, politico e generale romano († 209 a.C.)
- Quinto Sertorio, politico e militare romano (Nursia, n. 126 a.C. - † 72 a.C.)
- Quinto Servilio Ahala, politico romano
- Quinto Servilio Fidenate, politico e militare romano
- Quinto Servilio Fidenate, politico romano
- Quinto Servilio Prisco, politico romano
- Quinto Servilio Prisco, politico romano (Roma)
- Quinto Fabio Memmio Simmaco, politico e letterato romano
- Quinto Pompeo Sosio Prisco, politico e senatore romano
- Quinto Pompeio Senecione Sosio Prisco, politico e senatore romano
- Quinto Sosio Senecione, politico e militare romano
- Quinto Sulpicio Camerino Cornuto, politico romano
- Quinto Sulpicio Camerino Cornuto, politico e militare romano
- Quinto Sulpicio Camerino Pretestato, politico romano
- Quinto Sulpicio Longo, politico e militare romano (Roma)

## V(2)
- Quinto Valerio Sorano, politico romano (Sora - Roma, † 82 a.C.)
- Quinto Vitellio, politico e senatore romano (Nuceria Alfaterna)